# Duet for One (opera teatrale)
Duet for One, andata in scena in Italia con il titolo Assolo o Due voci e un assolo, è un'opera teatrale del drammaturgo britannico Tom Kempinski, portata al debutto a Londra nel 1980. Il dramma, liberamente ispirato alla storia di Jacqueline du Pré, racconta di una celebre violinista costretta al ritiro dalla sclerosi multipla.

## Trama
La virtuosa del violino Stephanie Abrahams è costretta al ritiro dalle scene dopo la diagnosi di sclerosi multipla e il marito la convince a vedere un terapista. Il Dr Feldmann si accorge della profonda depressione della donna e le chiede se ha mai pensieri suicidi, che Stephanie afferma di avere. Durante una sessione successiva Stephanie racconta di volersi dedicare all'insegnamento e di diventare anche la segretaria del marito. Incalzata dal dottor Feldmann, Stephanie racconta del suo amore per la musica e della sua incapacità di affrontare una vita in cui lei non è più una musicista. 
Dopo aver notato un certo parallelismo con la propria madre, che aveva dovuto abbandonare la sua promettente carriera da pianista per crescere la figlia, Stephanie sprofonda sempre di più nella depressione, esacerbata dal paura che il marito la lascia per una donna più giovane e sana. Feldmann incoraggia l'artista a dare un nuovo scopo alla propria vita e la esorta con veemenza a non lasciarsi andare allo sconforto. Durante la sessione successiva, Stephanie spiega al dottore le motivazioni per cui vuole interrompere la teramia, ma il dramma si conclude enigmaticamente con Felfmann che le fissa un appuntamento per la settimana prossima alla stessa ora.

## Storia delle rappresentazioni
Duet for One debuttò al Bush Theatre di Londra il 13 febbraio 1980 per la regia di Roger Smith. Frances de la Tour, la moglie dell'autore, interpretava Stephanie, mentre David de Keyser recitava nel ruolo del dottor Feldmann. La pièce ottenne recensioni molto positive e fu riproposto nel più capiente Duke of York's Theatre nel settembre dello stesso anno, rimanendo in cartellone per dieci mesi fino al luglio 1981. Duet for One ottenne una nomination al Laurence Olivier Award alla migliore nuova opera teatrale, mentre la de la Tour vinse il Laurence Olivier Award alla miglior attrice.
Nel 1981 la pièce fu proposta anche a Broadway con Anne Bancroft e Max von Sydow nei ruoli principali. La relativa facilità della messa in scena - dato che il cast è composto da solo due attori e la scenografia non cambia mai - ha reso Duet for One una scelta popolare tra i teatri di repertorio e le compagnie amatoriali negli Stati Uniti e in Gran Bretagna. Numerose sono state anche le produzioni di professionisti. Nel 1982, per esempio, una breve tournée del dramma è andata in scena nei teatri dell'Illinois e dello Stato di New York con il Premio Oscar Eva Marie Saint nel ruolo di Stephanie e Milton Selzer in quello del dottor Feldmann. Nel 2010 Duet for One è tornato sulle scene londinesi in un allestimento diretto da Matthew Lloyd prima all'Almeida Theatre e poi al Vaudeville Theatre del West End; Henry Goodman interpretava Fedlmann, mentre Juliet Stevenson recitava nel ruolo della Abrahams. Nel 2012 un nuovo allestimento è andato in scena al Cambridge Arts Theate di Cambridge con Haydn Gwynne nel ruolo della violinista.
La prima italiana è avvenuta al festival ligure "Stars a Balestrino" nell'agosto 2016, con Lino Spadaro alla regia e nel ruolo dello psicologo e Roberta Fornier nella parte di Stephanie. Lo stello allestimento è stato riproposto al Teatro Puccini di Firenze nel dicembre dello stesso anno, questa volta on il titolo "Due voci e un assolo".

## Adattamenti
Nel 1986 Andrej Končalovskij ha diretto l'omonima trasposizione cinematografica della pièce con Julie Andrews nel ruolo della violinista malata. Oltre allo psicoterapeuta interpretato da Max von Sydow, il film ha ampliato il numero dei personaggi del dramma originale, aggiungendo anche il marito di Stephanie, interpretato da Alan Bates, e il suo studente più brillante, una parte recitata da Rupert Everett.